# Taiping Zhen (köping i Kina, lat 24,84, long 99,03)
Taiping Zhen (kinesiska: 太平, 太平镇) är en köping i Kina. Den ligger i provinsen Yunnan, i den sydvästra delen av landet, omkring 370 kilometer väster om provinshuvudstaden Kunming.
Genomsnittlig årsnederbörd är 1 176 millimeter. Den regnigaste månaden är juli, med i genomsnitt 325 mm nederbörd, och den torraste är januari, med 7 mm nederbörd.